# VirtuSphere
VirtuSphere — устройство виртуальной реальности. Как следует из названия, оно представляет собой сферу-симулятор виртуального мира, которая вращается при ходьбе пользователя, предоставляя неограниченную плоскость для передвижения. Беспроводные шлем-дисплей с гироскопами отслеживающий движения головы пользователя и отображающий виртуальный мир. VirtuSphere можно использовать в разных целях, в том числе для физических упражнений, видеоигр, военной подготовки и виртуальных туров по музеям.
VirtuSphere создали Рей и Нурулла Латыповы, основавшие компанию VirtuSphere Inc в Редмонде, штат Вашингтон.
VirtuSphere, разработанная Lockheed Martin как симулятор с оператором для тестовой группы военных «Mounted Warfare TestBed» находится в Форт Ноксе. Тренажер состоит из сферы, пары инфракрасных мышей для отслеживания движений сферы, датчиков положения от «InterSense» на голове пользователя, оружия, компьютера обслуживающего симулятор, ноутбука с генератором виртуальности, видео-очков для пользователя и все части связаны по беспроводной связи.
С помощью этого симулятора, пользователь может взаимодействовать с другими моделируемыми сущностями, будь то отдельно управляемые тренажеры как «Advanced Concepts Research Tool» (ACRT) или силы компьютерно-генерируемые системами подобными OneSAF. Симулятор используется «MWTB» для экспериментов, рассматривающих будущие системы вооружения и тактики, и для оценки действий солдат.